# Pallamano frisone

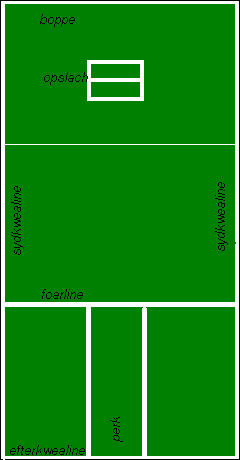
Campo da gioco

La pallamano frisone, ossia kaatsen in lingua olandese, è il gioco sferistico tradizionale della Frisia che i frisoni chiamano keatsen in lingua frisone. Gli anglofoni si riferiscono a questo sport con l'espressione frisian handball.

## Storia
Il kaatsen ha la sua origine nell'inizio del secondo millennio d.C. e nel corso dei secoli il regolamento ha subìto alcune modifiche. Nel 1854 a Franekeradeel fu disputato il primo torneo, chiamato con la sigla PC dalle iniziali delle parole frisoni permanente commissie, che tuttora è il torneo annuale più importante. Attualmente questo gioco è popolare nei Paesi Bassi e in Belgio nonché s'è diffuso in diverse nazioni d'Europa. Al massimo livello il kaatsen è praticato da professionisti in appositi stadi e i loro incontri sono trasmessi da diverse emittenti televisive.

## Regolamento

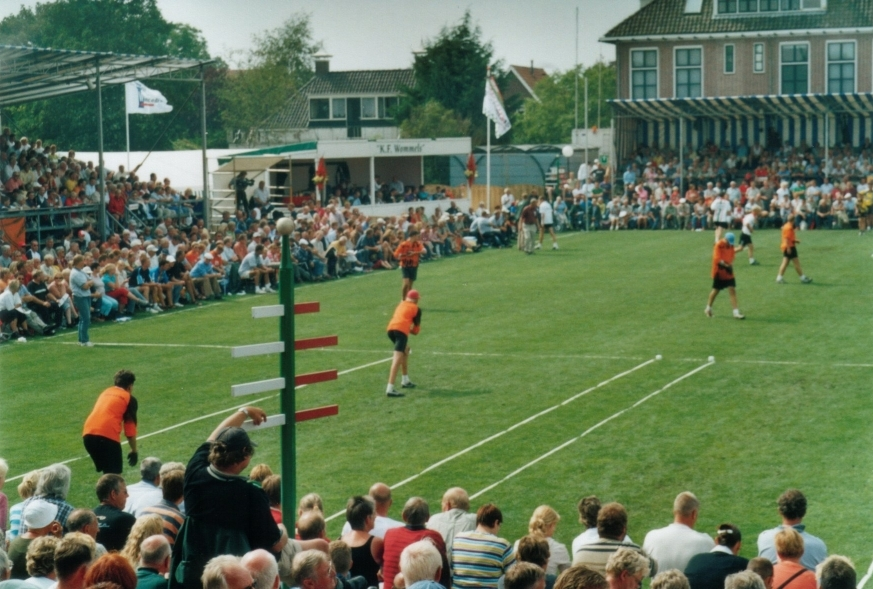
Freule 2004

Sul campo da gioco lungo 61 m. e largo 32 m. si affrontano due squadre composte ognuna da tre giocatori. La palla pesa 24 g e ha diametro di 3,5 cm. Gli atleti devono colpire la palla con una sola mano nuda o protetta da un guanto: questo dipende dai loro ruoli di gioco. Il punteggio è simile a quello del tennis e quando una squadra realizza sei giochi con due cacce vince la partita. In Belgio questa specialità si chiama balle pelote-kaatsen da non confondere con la balle pelote praticata a cinque giocatori per ogni squadra.

## I campioni
Ogni giocatore, ossia keatser in lingua frisone, ambisce a vincere il titolo del torneo PC. Le squadre che hanno vinto dal 2000 al 2007 erano composte dai seguenti campioni:
- PC 2007 - Johan van der Meulen, Teake Triemstra, Auke van der Graaf.
- PC 2006 - Johan van der Meulen, Teake Triemstra, Kor Zittema.
- PC 2005 - Rutmer van der Meer, Jacob Wassenaar, Chris Wassenaar.
- PC 2004 - Johan Abma, Pieter Scharringa, Daniël Iseger.
- PC 2003 - Johannes G. Dijkstra, Karel Nijman, Folkert van der Wei.
- PC 2002 - Rutmer van der Meer, Jacob Wassenaar, Cornelis Terpstra.
- PC 2001 - Pieter van Tuinen, André Kuipers, Chris Wassenaar.
- PC 2000 - Klaas Berkepas, Dirk Jan van der Woud, Klaas Anne Terpstra.